# Борис Митев
Борис Ангелов Митев (28 септември 1920 – 10 май 2000) е български агроном, дългогодишен ръководител на Опитната станция по пчеларство – София.

## Биография
Роден е в с.Дивдядово (днес квартал на Шумен) на 28 септември 1920 г. Завършва мъжката гимназия „Васил Друмев“ в Шумен през 1941 г. След завършването си на средното образование е войник, а през 1944 г. като мобилизиран взема участие във войната на България срещу Третия райх. След края на войната завършва Агрономическия факултет на Софийския университет „Св. Климент Охридски“ през 1950 г. Започва кариерата си като стажант-агроном в гр. Кула през 1950 г. В периода 1950 – 1952 г. е главен инспектор в Дирекция „Растениевъдство“ при Министерство на земеделието и спомага за създаването специализирани пчеларски предприятия в 14 окръга. От 1952 г. е научен сътрудник при Опитната станция по пчеларство – София, а от април 1959 г. е неин директор до пенсионирането си през 1983 г.
През 1962 г. е хабилитиран за старши научен сътрудник II степен, а от 1970 г. – и за старши научен сътрудник I степен. Специализирал в СССР и Италия.
Бил е член на научните съвети към Централния научноизследователски институт по овощарство (1959 – 1961 г.), по животновъдство – Костинброд (1962 – 1982 г.), по животновъдство и ветеринарна медицина към ВАК (1972 – 1978 г.), специализирания научен съвет по животновъдство към ВАК (1979 – 1981 г.). Член на редакционната колегия на сп. „Пчеларство“ от 1960 до 1987 г.
Повече от 30 години Борис Митев е работил по въпросите за храненето и отглеждането на пчелните семейства, пчелните продукти, икономиката на пчеларството. Публикувал е 40 научни труда и над 150 научнопопулярни публикации, основно в сп. „Апикултура“, „Апиакта“, „Апимондия“, „Пчеларство“, „Овощарство и градинарство“, „Селскостопанска мисъл“, „Животновъдни науки“, в. „Кооперативно село“, „Земеделско знаме“.
Награден е с орден „Кирил и Методий“ II степен (1972 г.), Народен орден на труда – златен (1970 г.), орден „Кирил и Методий“ I степен (1980 г.).
Почива на 10 май 2000 г. в София.

## Трудове
- „Пчеларството доходен отрасъл в ТКЗС“, София: Земиздат", 1958. (с колектив)
- „Наръчник по пчеларство“, София: „Земиздат“, 1958. (с колектив)
- „Сборник лекции по пчеларство“, София: Издание на ЦКС „Нектаркооп“, 1969. (с колектив)
- „Българска пчеларска енциклопедия“ София: „Земиздат“, 1971. (с колектив)
- „Практическо пчеларство“ София: „Земиздат“, 1983. (с колектив)
- „Пчеларска енциклопедия“ София: Международен институт по пчеларска технология; Апимондия, 1991. (с колектив)
- „Практическо пчеларство“ София: „Земиздат“, 1983. (с колектив)
- „Указания на проблемите на пчеларството“ София: НАПС и Български пчеларски съюз, 1985. (с колектив)